# Dalejský mlýn
Dalejský mlýn je zaniklý mlýn v Praze 5-Jinonicích, který stál v Prokopském údolí na levém břehu Dalejského potoka severně od železniční trati pod kostelíkem svatého Prokopa.

## Historie
Vodní mlýn o několika budovách je zmíněn roku 1659 jako vrchnostenský mlýn u svatého Prokopa. Poslední mlynář František Procházka prodal 15. ledna 1870 budovu mlýna jako hostinec (25. června 1870 byla udělena koncese pro stavbu Pražsko-duchcovské dráhy). V 70. letech 19. století byl při stavbě Pražsko-duchcovské dráhy zrušen náhon a rybník; náhon byl zasypán v místech, kde začínal (dnes je tam dětské hřiště). Koncem 19. a v první polovině 20. století byl v bývalém mlýně vyhlášený výletní hostinec u Kordů.
Mlýn byl zbořen mezi roky 1975–1988 v souvislosti se vznikem vojenského objektu v nedalekém bývalém vápencovém lomu.